# 洪詩涵 (羽毛球運動員)
洪詩涵（1990年1月18日—）是台灣女子羽球選手。前台電羽球隊隊員，現為中租羽球隊教練。

## 簡歷
2010年11月，洪詩涵代表中華台北出戰廣州亞運會，參加羽毛球比賽的女子單打及女子團體項目。
2014年3月，洪詩涵出戰越南國際挑戰賽，並在女單決賽以2比0（21-18、21-15）擊敗中國選手，贏得冠軍，創下個人國際賽生涯最佳成績。

## 主要比賽成績
只列出曾進入準決賽的國際賽事成績：
| 年份   | 賽事                     | 公開賽級別 | 項目     | 搭檔   | 成績   |
| ------ | ------------------------ | ---------- | -------- | ------ | ------ |
| 2008年 | 馬來西亞羽毛球國際挑戰賽 | 國際挑戰賽 | 女子單打 | －     | 準決賽 |
| 2008年 | 希臘羽毛球國際賽         | 國際系列賽 | 女子單打 | －     | 冠軍   |
| 2009年 | 芬蘭羽毛球公開賽         | 國際挑戰賽 | 女子單打 | －     | 準決賽 |
| 2013年 | 越南羽毛球國際挑戰賽     | 國際挑戰賽 | 女子雙打 | 江美慧 | 準決賽 |
| 2013年 | 馬來西亞羽毛球國際挑戰賽 | 國際挑戰賽 | 女子單打 | －     | 準決賽 |
| 2014年 | 越南羽毛球國際挑戰賽     | 國際挑戰賽 | 女子單打 | －     | 冠軍   |
| 2014年 | 越南羽毛球大獎賽         | 大獎賽     | 女子雙打 | 姜凱心 | 準決賽 |
| 2018年 | 美國羽毛球國際挑戰賽     | 國際挑戰賽 | 女子雙打 | 余芊慧 | 亞軍   |

| 2007-2017年 | 首要超級賽 | 超級賽 | 黃金大獎賽 | 大獎賽 | 國際挑戰賽 | 國際系列賽 | 未來系列賽 | 其他 |

| 2018-2026年 | 總決賽 | 超級1000賽 | 超級750賽 | 超級500賽 | 超級300賽 | 超級100賽 | 國際挑戰賽 | 國際系列賽 | 未來系列賽 | 其他 |

### 奧運會和世錦賽參賽紀錄
|          | 搭檔   | 2009 | 2010 | 2011 | 2012 | 2013 | 2014 | 2015 | 2016 | 2017 | 2018 |
| -------- | ------ | ---- | ---- | ---- | ---- | ---- | ---- | ---- | ---- | ---- | ---- |
| 女子單打 | －     | 32強 | －   | －   | －   | －   | －   | －   | －   | －   | －   |
|          |        |      |      |      |      |      |      |      |      |      |      |
| 女子雙打 | 姜凱心 | －   | －   | －   | －   | －   | －   | －   | －   | 32強 | 48強 |